# Franciszek Jopek
Franciszek Jopek (ur. 8 października 1901 w Budziwoju, obecnie część Rzeszowa, zm. 16 lutego 1970 w Katowicach) – polski działacz państwowy i inżynier górnictwa, podsekretarz stanu w resortach związanych z górnictwem (1953–1968).

## Życiorys
Pochodził z rodziny chłopskiej. Absolwent Gimnazjum Klasycznego w Rzeszowie i Wydziału Górniczego Akademii Górniczo-Hutniczej w Krakowie (1925). W latach 1922–1926 i 1946–1947 był wykładowcą macierzystej uczelni w ramach Katedry Górnictwa I, opracował także dwa podręczniki dotyczące podsadzania wyrobisk i publikował artykuły naukowe. Przed wojną pracował w KWK „Giesche” w Janowie i Kopalni Doświadczalnej „Barbara” w Mikołowie Walczył w kampanii wrześniowej, trafiając do niemieckiego obozu jenieckiego, a następnie na roboty przymusowe, z których wypuszczono go w 1942 po śmierci ojca. Pod koniec stycznia 1945 przybył do Katowic wraz z grupą inżynierów oddelegowanych do uruchomienia działalności kopalni na Górnym Śląsku. Od 1945 dyrektor działu górniczego i wicedyrektor działu technicznego Centralnego Zarządu Przemysłu Węglowego w Katowicach, w latach 1950–1952 naczelny dyrektor Chorzowskiego Zjednoczenia Przemysłu Węglowego, następnie do 1953 pełnomocnik ministra w Dolnośląskim Zjednoczeniu Przemysłu Węglowego.
Jako bezpartyjny zajmował stanowisko podsekretarza stanu w Ministerstwie Górnictwa (luty 1953 – kwiecień 1955), Ministerstwie Górnictwa Węglowego (kwiecień 1955 – marzec 1957) oraz Ministerstwie Górnictwa i Energetyki (marzec 1957 – maj 1968). Pełnił ponadto funkcję wiceprzewodniczącego rady naukowej Biura Konstrukcji Maszyn Górniczych (1954–1955), szefa Międzyresortowej Komisji Koordynacyjnej ds. Równoczesnej Eksploatacji Złóż Rudy i Węgla w Niecce Bytomskiej (1955–1959) oraz Rady Naukowo-Technicznej ds. Górnictwa (do śmierci w 1970).